# Blue Moon (film, 2002)
Pour les articles homonymes, voir Blue Moon.
Pour plus de détails, voir Fiche technique et Distribution.
Blue Moon est un film autrichien réalisé par Andrea Maria Dusl, sorti en 2002.

## Synopsis
La « lune bleue » apparaît dans le ciel durant les mois extrêmement rares du calendrier comptant deux pleines lunes, l'une au début et cette autre si mystérieuse en fin de mois. C'est en tout cas ce que la grand-mère de Johnny Pichler (Josef Hader) lui racontait quand il était enfant. Comment s'étonner alors que son destin soit marqué du sceau de cette magie et l'emporte tout droit vers le grand amour… Enrôlé comme porteur de valise dans une affaire criminelle, il doit, aux confins de l'Autriche et de la Slovaquie, prendre la fuite avec la call-girl ukrainienne Shirley (Viktoria Malektorovych) face aux menaces d'un sinistre mafieux. Ce couple inégal fait plus ample connaissance dans un motel, mais la belle mystérieuse disparaît de sa vie aussi vite qu'elle y est entrée. Dans la même nuit, l'escroc Ignaz (Detlef Buck) originaire de l'ancienne Allemagne de l'Est lui emboîte le pas, et tous deux se lancent à la recherche de Sherley. À défaut de Sherley, ils trouvent sa sœur jumelle Jana. Commence alors une odyssée à travers les pays de l'ex-Pacte de Varsovie, qui prend fin à Odessa où Johnny parvient à rompre la malédiction qui pèse sur Jana.

## Fiche technique
- Titre : Blue Moon
- Réalisation : Andrea Maria Dusl
- Scénario : Andrea Maria Dusl
- Production : Erich Lackner
- Photographie : Wolfgang Thaler
- Montage : Karina Ressler
- Pays d'origine :  Autriche
- Format : Couleurs - 1,85:1 - Dolby - 35 mm
- Genre : Comédie dramatique, comédie romantique et aventure
- Durée : 91 minutes
- Date de sortie : 8 novembre 2002

## Distribution
- Josef Hader : Johnny Pichler
- Victoria Malektorovych : Shirley / Jana /  Dana
- Detlev Buck : Ignaz Springer
- Andrea Karnasová : Vlasta

## Autour du film
Premier long-métrage de la réalisatrice viennoise, Blue Moon a été présenté en compétition à Locarno cette année en remportant le même succès obtenu en Autriche. Entre le road-movie et la comédie romantique, le film de Dusl mélange les genres et le paysage que le protagoniste traverse, pour suivre une femme qui s’échappe en cherchant à la retrouver. Un voyage qui débute en Autriche et se termine à Odessa, en Ukraine tout en passant par la Slovaquie.
Inspiré des nombreuses explorations de la cinéaste dans les Pays de l’Est après la chute du mur de Berlin et du rideau de fer, le film était à l’origine conçu comme une série de courts, de brèves photos de cette partie du monde revenu à la lumière après des années de fermeture déchirante. « Une expérience enthousiasmante qu’explorer un monde aussi différent et toutefois si proche et encore profondément méconnu » a révélé Andrea Maria Dusl, à Rome pour accompagner son film et le promouvoir auprès des distributeurs italiens. Blue Moon est devenu une histoire et à travers les actions des personnages, elle dévoile les réflexions personnelles de la réalisatrice.